# 動物文學
動物文學，是是將動物置於現實層面描寫的文學。

## 簡介
動物文學是以觀察、生活、記錄描述它們的生活習慣、生存環境、生存法則和習慣、性格、心理，以及與人接觸交往過程中的經歷、故事，可歸為動物文學。在歐美著名的作品如達爾文《物種源起》，康拉德·洛倫茲的《所羅門的指環》、吉米·哈利的《大地之歌》系列。又以歐尼斯特·湯普森·西頓被譽為「動物文學之父」。
傳統中國文化，並沒有自己的動物文學。而以動物之名進行的虛構文學作品，則不歸為於動物文學。這兩者有根本的區別有兩點，在寫作手法上表現為非虛構還是虛構，在目的上則表現為關注動物還是關注人類。